# Жепін-Перший
Жепін-Перший (пол. Rzepin Pierwszy) — село в Польщі, у гміні Павлув Стараховицького повіту Свентокшиського воєводства.
Населення — 621 особа (2011).
У 1975-1998 роках село належало до Келецького воєводства.

## Демографія
Демографічна структура на день 31 березня 2011 року:
|          | Загалом | Допрацездатний вік | Працездатний вік | Постпрацездатний вік |
| -------- | ------- | ------------------ | ---------------- | -------------------- |
| Чоловіки | 328     | 73                 | 231              | 24                   |
| Жінки    | 293     | 60                 | 170              | 63                   |
| Разом    | 621     | 133                | 401              | 87                   |